# Iwan Żelizko
Iwan Tarasowycz Żelizko (ukr. Іван Тарасович Желізко, ur. 12 lutego 2001 we Lwowie) – ukraiński piłkarz, grający na pozycji pomocnika w polskim klubie Lechia Gdańsk.

## Kariera piłkarska

### Kariera klubowa
Wychowanek Szkoły Sportowej Karpaty Lwów, barwy których bronił w juniorskich mistrzostwach Ukrainy (DJuFL). 4 sierpnia 2017 roku rozpoczął karierę piłkarską w juniorskiej drużynie Karpaty U-19, potem grał w młodzieżowej drużynie. Pod koniec sierpnia 2019 roku wyjechał za granicę do Czech, gdzie został zawodnikiem młodzieżowej drużyny Karwiny. 14 grudnia 2019 zadebiutował w podstawowej jedenastce wychodząc na zmianę w 82.minucie meczu ze Slovanem Liberec. Na początku lutego 2021 został wypożyczony do łotewskiego klubu Valmiera FC. W następnym roku klub wykupił kontrakt piłkarza i zdobył mistrzostwo kraju.

### Kariera reprezentacyjna
W 2017 debiutował w juniorskiej reprezentacji Ukrainy U-17. W latach 2018–2019 występował w reprezentacji U-19. Potem od 2021 bronił barw młodzieżówki.

## Sukcesy i odznaczenia

### Sukcesy klubowe
Valmiera FC
- mistrz Łotwy: 2022
- wicemistrz Łotwy: 2021

### Sukcesy reprezentacyjne
Ukraina U-21
- brązowy medalista Mistrzostw Europy U-21: 2023